# Дульсе де батата
Дульсе де батата (исп. dulce de batata) — десерт, распространённый в таких странах Латинской Америки, как Аргентина, Уругвай и Парагвай. Назван по аналогии с дульсе де лече. Представляет собой очень густое желе или пластовой мармелад из сладкого картофеля (батата). Некоторые фирмы-производители дульсе де батата также добавляют в него шоколад.
Дульсе де батата производится в странах Латинской Америки фабричным способом, и нередко продаётся в консервных банках, составляя конкуренцию гойябаде. Чаще всего его едят с сыром, положив мармелад сверху на сыр на манер бутерброда. Также дульсе де батата может употребляться с хлебом или печеньями.
В Бразилии тоже существует мармелад из батата (порт. doce de batata doce), но он чаще делается в виде конфет и более напоминает российский желейный мармелад, чем пластовой. 

## Дальнейшее чтение
- Dulce de Batata
- Dulce de Batata. Traditional Dessert From Argentina.